# Wang Dalei
Wang Dalei (chiń. 王大雷; pinyin Wáng Dàléi; ur. 10 stycznia 1989 w Dalian) – chiński piłkarz, bramkarz Shandong Luneng.